# トゥッカ
トゥッカ（ポルトガル語：Tuca、Valeniza Zagni da Silva）は、ブラジル出身のギタリストで歌手。作曲活動も行った。トゥーカと表記されることもある。
フランソワーズ・アルディが1971年に発表したアルバム「私の詩集（La Question）」や、ナラ・レオンのアルバム「美しきボサノヴァのミューズ（Dez Anos Depois）」に、ギタリストとして参加したことで知られる。

## 生涯
1944年10月17日に、ブラジルのサンパウロ市で生まれる。パウリスタ音楽院でクラシックを学んだのち、サンパウロ大学建築学部へ進学。そこでシコ・ブアルキやトッキーニョらと出会い、音楽活動を始める。
1962年、自身が作曲を手掛けた楽曲「Homem de verdade」が、アナ・ルシアによって歌われる。
1966年、TV Excelsiorが開催した音楽祭「Festival Nacional de Música Popular Brasileira」で、アイアート・モレイラとのデュエットで「Porta Estandarte」を歌い、第一位のベリンバウ金賞を受賞。同年にシャンテクレー・レコードから、デビューアルバム「Meu Eu」を発表。
ルアンダで開催された「ブラジル芸術週間」には外務省から派遣され、ジョンゴ・トリオとともに出演した。
1968年、TV Excelsiorが手掛けた音楽祭「O Brasil canta no Rio」で、ソプラノ歌手のステラ・マリスと共に「Paixão segundo o amor」を歌い、3位に入賞。同年、フィリップス・レコードと契約を結び、アルバム「Tuca」を発表。
同年、テレビ局ヘジ・グローボが制作した音楽祭「第3回国際音楽祭（III Festival Internacional Da Canção Popular Rio）」の国内大会に参加。「Mestre Sala」を歌った（ちなみに、同じ歌謡祭の国際アーティスト部門には、フランソワーズ・アルディも参加しており、フランソワーズは大会で「À quoi ça sert ?」を歌い、「Coq d’or」トロフィーを受賞している）。
1969年、フランスへ渡る。
1971年、フランソワーズ・アルディのアルバム「私の詩集（La Question）」に参加。この作品では、全12曲のうち10曲の作曲を担当する。
同年、当時フランスへ亡命中だったナラ・レオンのアルバム「美しきボサノヴァのミューズ（Dez Anos Depois）」に、ギターで参加。
1972年、Michel Renardと楽曲「Tango Bidon」と「C’était mieux comme ça」を共作（Riviera / 121.423）。
ヨーロッパに活動の場を移した後も、フィリップス・レコードから数枚シングルを発売したが、いずれもヒットには結びつかず、レコード会社との契約が解除となる。
1974年、ブラジルでは当時新興レーベルだったSom Livre社からアルバム「Dracula, I Love You」を発表し（録音はフランスで行われた）、ブラジルへ帰国する。同年、自作の楽曲「Berceuse」が、ヘジ・グローボのテレビドラマ「O Espigão」のサントラに取り上げられた。
1977年、ブラジルのロックバンド「Som Nosso de Cada Dia」のアルバム「Som Nosso」に、楽曲「Montanhas」などを提供。
1970年代、彼女の体重は140キロに達しており、肥満によって健康上の問題が起きないために、治療と食事コントロールによる減量を開始した。しかし、医学的なフォローアップがないまま、極端なマクロビオティック・ダイエットを行ったことで、深刻な栄養失調に陥った。
フランソワーズ・アルディによると、「彼女は短期間で約40キロ痩せてしまった」という。
1978年8月5日、薬品の過剰摂取が原因の心臓麻痺により死去。享年33。

## ディスコグラフィ
アルバム
- 1966年 - Meu Eu (Chantecler / CMG-2350)
- 1968年 - Tuca (Philips / R-765 037 L)
- 1974年 - Drácula, I love you (Som Livre / 403.6046)